# Виталиј Павлов
Виталиј Павлов (лет. Vitalijs Pavlovs, рус. Вита́лий Па́влов — Рига, 17. јун 1989) професионални је летонски хокејаш на леду који игра на позицијама десног крила и центра у нападу.
Члан је сениорске репрезентације Летоније за коју је на међународној сцени дебитовао на светском првенству 2013. године. Био је члан олимпијског тима Летоније на ЗОИ 2014. у Сочију. На допинг контроли одржаној током олимпијскиг игара Павлов је био позитиван на недозвољени стимуланс метил-хексанамин због чега  је кађњен од тране МОК-а.
Током професионалне каријере коју је започео 2007. године играо је за неколико клубова у 4 земље, а са екипама Металургса и Бејбариса освојио је титуле националног првака Летоније, односно Казахстана. Од 2013. игра у дресу ришког Динама у КХЛ лиги. 